# Aphrodisium neoxenum
Aphrodisium neoxenum là một loài bọ cánh cứng trong họ Cerambycidae.